# 14827 히프노스
14827 히프노스는 1986년 5월 5일 케롤라인 S. 슈메이커와 유진 머를 슈메이커에 의해 발견된 소행성이다. 발견당시 부여된 임시번호는 1986 JK였다. 히프노스는 그리스 신화에 등장하는 잠의 신이다. 히프로스는 사멸한 혜성이 남긴 혜성핵으로 추정되며 가스 분출과 휘발성 물질로 인해 수 센티미터 규모의 크레스터가 표면을 덮고 있다고 추측되고 있다. 히포노스는 목성의 중력 영향으로 인한 섭동때문에 궤도가 불안정하다.
1958년 히프노스는 지구와 화성을 각각 0.3 AU 정도의 거리를 두고 비켜갔다. 지금의 궤도를 바탕으로 계산하면 2214년 또 다시 이처럼 지구에 가깝게 근접할 것이다.
히포노스는 1986년 5월 5일 첫 관측 이후 2016년 2월 현재 약 180여회 관측되었다.

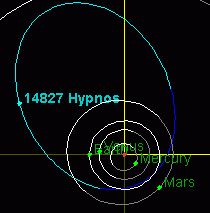
(14827) 히프노스의 궤도

## 같이 보기
- 소행성
- 소행성 목록